# Padula
Padula es una localidad y comune italiana de la provincia de Salerno, región de Campania, con 5.522 habitantes. Está muy cerca del límite con la región de Basilicata. 

## Geografía
Padula está situada al Sudeste de la provincia de Salerno, en el Vallo de Diano, sobre dos colinas a 699 m s. n. m. Dista cerca de 10 kilómetros de Sala Consilina. A lo largo de la frontera con Sassano fluye el río Tanagro, que atraviesa el Vallo de Diano de sur a norte. Padula dista 100 km de Salerno y 65 km de Potenza.
- Clasificación sísmica: zona 1 (sismicidad alta)

## Historia

### Etimología
El nombre Padula deriva muy probablemente del latín medieval Paludem, es decir pantano (Palude en italiano), mediante la transposición de las letras D y L, de hecho en la planicie, se extendía un pantano.

## Monumentos y lugares de interés

### Arquitectura religiosa

#### Iglesias
- Iglesia de San Miguel Arcángel.
- Iglesia de San Nicola de Domnis.
- Iglesia de la Santísima Anunciación.
- Iglesia de San Juan Bautista.
- Iglesia de San Clemente.
- Iglesia de San Martín.
- Capilla de Santa María de Constantinopla.

#### Conventos
- Cartuja de San Lorenzo.
- Convento de San Francisco.
- Convento de San Agustín.
- Abadía de San Nicola al Torone (ruinas)

### Sitios arqueológicos
- Cosilinum
- Ermita de San Miguel en las Grutas.
- Bautisterio de Marcelliano (siglo IV), es un antiguo bautisterio paleo-cristiano fundado por el papa Marcelo I sobre un preexistente templo pagano.

### Sitio de interés histórico
- Los muros de la ciudad, con sus puertas y torres.
- Sacrario dei Trecento Santuario de los Trescientos.
- La casa-museo de Joe Petrosino

### Otros lugares de interés
- Los molinos.
- El monumento dedicado a San Brunone
- Museo del Apellido: Inaugurado en abril del 2012, el museo es una estructura enteramente dedicada a la onomástica, con la posibilidad de acceder a recursos para efectuar investigaciones onomásticas.[3]

## Evolución demográfica
| Gráfica de evolución demográfica de Padula entre 1861 y 2001 |
|                                                              |
| Fuente ISTAT - elaboración gráfica de Wikipedia              |

## Residentes famosos
- Andrea Cariello, escultor;
- Giulio Cesare Lagalla médico y filósofo del siglo XVII;
- Angelantonio Masini, bandido;
- Giuseppe "Joe" Petrosino, policía.[4]